# Urraul Alto
Urraul Alto – gmina w Hiszpanii, w Nawarze, o powierzchni 140,86 km². W 2022 roku gmina liczyła 138 mieszkańców.